# Argentopiryt
Argentopiryt – stosunkowo rzadki minerał z grupy siarczków. Wyglądem zbliżony do sternbergitu, od którego można go rozróżnić tylko przy pomocy metod rentgenowskich.

## Charakterystyka

### Właściwości
Jest drugą odmianą polimorficzną substancji AgFe2S3; tworzy kryształy słupkowe. Jest kruchy, nieprzezroczysty. Poznany w Jachymowie (Czechy). 

### Występowanie
Występuje w hydrotermalnych żyłach srebronosnych, współwystępuje z innymi kruszcami.
Miejsca występowania: w małych ilościach w kruszcowych żyłach srebronośnych w Niemczech, Peru i Meksyku.